# Télévision locale du Choletais
Télévision locale du Choletais (ou TLC en abrégé) est une chaîne de télévision locale française créée en 2010, émettant à destination de la ville de Cholet et de son agglomération, dans le département de Maine-et-Loire.

## Historique
La chaîne est créée en 1995 sous le nom Canal Cholet.
Le 6 septembre 2010, elle change son nom pour devenir Télévision locale du Choletais et modifie sa grille des programmes

### Identité visuelle (logo)

Logo de Canal Cholet jusqu'en 2010.
Logo de TLC depuis septembre 2010.

## Diffusion
La chaîne est disponible sur le canal 33 de la TNT en Maine-et-Loire, en Loire-Atlantique et en Vendée, sur la chaîne 378 de la box Orange et chaîne 918 de la Freebox